# HMS Bramham (1942)
«Фемистоклис» (греч. ΒΠ Θεμιστοκλής) — британский, а затем греческий эскортный миноносец типа «Хант».
Строился в Англии для Королевского флота, в котором назывался HMS  Bramham  (L51). Передан Королевскому греческому флоту, понёсшему тяжёлые потери в начале Второй мировой войны. Включён в состав греческого флота в марте 1943 года, под именем «Фемистоклис» (D48) в честь древнего афинского флотоводца Фемистокла.

## В составе британского флота
HMS Bramham (L51) принадлежал большой серии эсминцев типа «Хант», заказанных британским флотом в период 1939—1940.
Эсминец был заложен на верфи Stephen and Sons, в городе Govan, Шотландия 7 апреля 1941 года и был спущен на воду 29 января 1942 года.
Вошёл в состав британского флота 16 июня 1942 года.
Эсминец был одним из двух кораблей конвоя, вернувшихся спасать выживших с HMS Curacoa (D41), затонувшего после столкновения 2 октября 1942 года.
В августе 1942 года эсминец, сопровождая конвои, принял участие в операции снабжения осаждённой Мальты (Операция Pedestal).
На последних этапах этой операции операции, Bramham, вместе с двумя другими эсминцами, HMS Ledbury (L90) и HMS Penn (G77), принял участие в буксировке танкера SS Ohio в Мальту.
В марте 1943 года Bramham был передан ВМФ Греции, где получил имя Фемистоклис.

## В составе греческого флота
«Фемистоклис» был принят в Англии греческим экипажем, под командованием коммандера Николаоса Сарриса. Перед отходом эсминец подвергся воздушному налёту.
Ремонт повреждений занял достаточно много времени и официальная церемония ввода эсминца в состав греческого флота состоялась 29 сентября 1943 года в Александрии.
«Фемистоклис» принял участие в Додеканесской операции, в высадке десантов в Анцио и на юге Франции.
Фемистоклис стал первым кораблём ВМФ Греции, вернувшимся в свободную Грецию (бухта Капсали на острове Китира).
После освобождения Греции в октябре 1944 года, эсминец остался в составе ВМФ Греции в статусе британского займа. «Фемистоклис» принял участие в Гражданской войне 1946—1949. Возвращён Великобритании 12 ноября 1959 года и продан на лом в 1960 году.

## Предшественники
Фемистоклис (парусный корвет). Первый флагманский корабль революционного флота Греции. Официально вошёл в состав флота возрождённого греческого государства в 1829 году. Выведен из состава флота в 1832 году.

## Наследники
Фемистоклис эсминец типа GEARING / FRAM II, бывший американский USS FRANK KNOX. Введён в состав флота в 1971 году, выведен в 1992 году.
Фемистоклис эсминец типа CHARLES ADAMS бывший американский USS BERKELEY. Введён в состав флота в 1992 году выведен в 2002 году.
Фемистоклис бывший голландский фрегат типа Standard. Введён в состав греческого флота в 2004 году.